# Papillaria squamata
Papillaria squamata là một loài Rêu trong họ Meteoriaceae. Loài này được (Müll. Hal. ex Hampe) Hampe miêu tả khoa học đầu tiên năm 1881.